# Bernard Dearman Burtt
Pour les articles homonymes, voir Burtt.
Bernard Dearman Burtt est un botaniste britannique, né le 14 juin 1902 à York et mort le 9 juin 1938 à Singida au Tanganyika.

## Biographie
Il est le cousin du botaniste Joseph Burtt Davy (1870-1940). Il étudie à Aberystwyth et à Reading. Il entre comme assistant à l’herbier des Jardins botaniques royaux de Kew en 1922. En 1925, il devient fonctionnaire au bureau des réclamations au Tanganyika. Il effectue des recherches de botanique pour le département de recherche sur la Tsetse au Tanganyika mais aussi dans le nord de la Rhodésie, au Nyassaland, en Ouganda, dans le Congo belge. Il devient membre de la Société linnéenne de Londres en 1933.

## Source
- Ray Desmond (1994). Dictionary of British and Irish Botanists and Horticulturists including Plant Collectors, Flower Painters and Garden Designers. Taylor & Francis and The Natural History Museum (Londres).